# Metszet (halmazelmélet)

Az A és B halmazok metszete Venn-diagramon ábrázolva

A metszetképzés a halmazelmélet egy művelete, ami két vagy több halmazból úgy képez egy új halmazt, hogy az így létrejövő halmaz pontosan azokat az elemeket tartalmazza, amelyek az összes eredeti halmaznak is elemei voltak.

## Definíció
Ha {\displaystyle A} és {\displaystyle B} halmazok, akkor az {\displaystyle A} és {\displaystyle B} metszetének nevezzük és {\displaystyle A\cap B} (szóban: „á metszet bé”) módon jelöljük azon elemek összességét, melyek {\displaystyle A}-nak is és {\displaystyle B}-nek is elemei. Ezt szimbolikusan így írjuk: {\displaystyle A\cap B=\{x\mid x\in A\land x\in B\}}.
Hasonlóan el lehet készíteni egy akárhány halmazból álló {\displaystyle \{A_{i}\,|\,i\in I\}} halmazrendszer elemeinek {\displaystyle \bigcap _{i\in I}A_{i}} metszetét:
Legyenek {\displaystyle A_{i}} {\displaystyle (i\in I)} tetszőleges halmazok, ahol {\displaystyle I} tetszőleges indexhalmaz. Az {\displaystyle A_{i}} halmazok metszete a következő halmaz:
{\displaystyle \bigcap _{i\in I}A_{i}=\{x\mid \forall i\in I:x\in A_{i}\}}.

## Tulajdonságok
A halmazok metszetképzése idempotens, kommutatív, asszociatív művelet, azaz
tetszőleges {\displaystyle A}, {\displaystyle B}, {\displaystyle C} halmazok esetén:
- {\displaystyle A\cap A=A}; (idempotencia)
- {\displaystyle A\cap B=B\cap A}; (kommutativitás)
- {\displaystyle A\cap (B\cap C)=(A\cap B)\cap C}; (asszociativitás[1])

A metszetképzés disztributív az egyesítés műveletre, és az egyesítés művelet disztributív a metszetképzésre:
- {\displaystyle A\cup (B\cap C)=(A\cup B)\cap (A\cup C)}; (disztributivitás)
- {\displaystyle A\cap (B\cup C)=(A\cap B)\cup (A\cap C)}; (disztributivitás)

továbbá:
- {\displaystyle A\cap \emptyset =\emptyset }